# Nepenthes densiflora
Nepenthes densiflora Danser, 1940 è una pianta carnivora della famiglia Nepenthaceae, endemica di Sumatra, dove cresce a 1700–3200 m.